# Cinco-perfumes-chineses

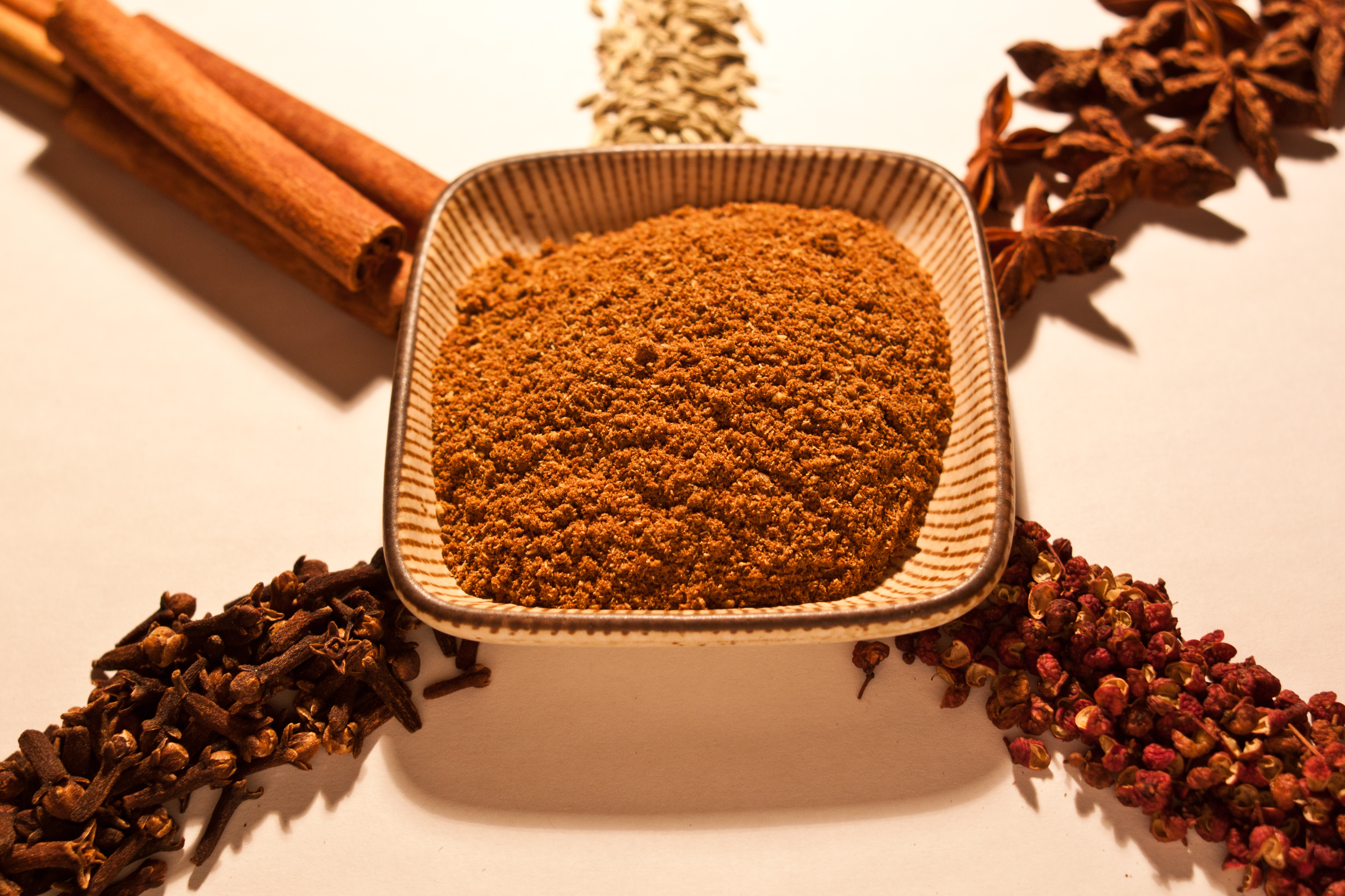
Pó de cinco especiarias

O tempero dos cinco-perfumes-chineses (hung-liu, 五香粉 ) é uma mistura de condimentos originária da China, mas utilizado largamente, não só no Extremo Oriente e Sueste Asiático, mas também noutras culinárias. Tradicionalmente, é composto por quantidades iguais de pimenta-de-sichuan, sementes de funcho, canela, anis-estrelado e cravinho, todos moídos.  Outros condimentos opcionais são gengibre, galangal, cardamomo e mesmo alcaçus 
A mistura, também conhecida como "pó de cinco especiarias", é preparada com as especiarias moídas ao mesmo tempo, peneiradas e guardadas em um recipiente com tampa hermética.   O equilíbrio dos sabores (doce, amargo e picante) é ideal para temperar carnes de porco ou aves.